# 清沢俊英

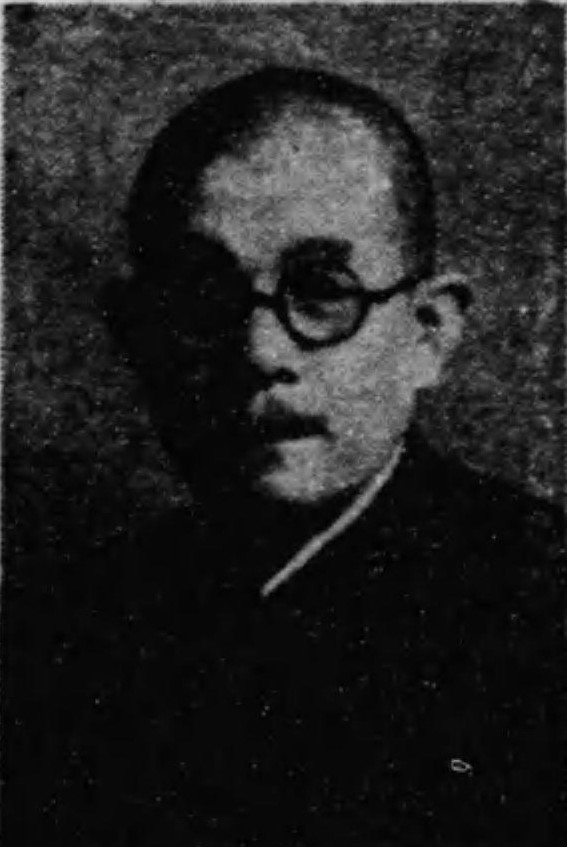
清沢俊英

清沢 俊英（清澤、きよさわ としえい、1890年（明治23年）8月7日 - 1980年（昭和55年）10月16日）は、昭和期の労働運動家、政治家。衆議院議員（2期）、参議院議員（2期）。

## 経歴
新潟県古志郡長岡町渡里町（現長岡市）で浄土真宗大谷派妙宗寺に生まれた。1908年（明治41年）長岡中学校（現新潟県立長岡高等学校）を卒業した。
1928年（昭和3年）長岡労働向上会を組織し日本労農党新潟県連合会常任執行委員に就任。日本労農党、日本大衆党、社会大衆党、全国農民組合、日本農民組合などの中央委員を務めた。1936年（昭和11年）三宅正一に次いで無産政党員として長岡市会議員に当選。その他、全国労働組合新潟県委員長、日本漁民組合中央委員も務めた。
1946年（昭和21年）4月の第22回衆議院議員総選挙に新潟県第2区から日本社会党所属で出馬して当選。1947年（昭和22年）4月の第23回総選挙に新潟県第3区から出馬して当選し、衆議院議員を連続2期務めた。また、1950年（昭和25年）6月の第2回参議院議員通常選挙に新潟地方区から出馬して当選し、1956年（昭和31年）7月の第4回通常選挙でも当選し、参議院議員に連続2期在任した。この間、参議院文教委員長、日本農民組合顧問、日本社会党新潟県連委員長、同党中央委員、新潟県みご網製作所社長、北越産業監査役、長岡農工公社理事などを務めた。
1970年（昭和45年）春の叙勲で勲二等瑞宝章受章。
1980年10月、急性心不全により多摩市の自宅で死去した。死没日をもって正四位に叙される。